# Thiergarten (Malborn)
Thiergarten ist der einzige Ortsbezirk der Ortsgemeinde Malborn in der Verbandsgemeinde Thalfang am Erbeskopf im Landkreis Bernkastel-Wittlich von Rheinland-Pfalz.

## Geographie
Der Ort liegt im Hunsrück an der Grenze zum Landkreis Trier-Saarburg. Im Nordosten entspringen die Kleine und (Große) Prims, die sich nahe dem Ort vereinigen und weiter in südliche Richtung fließen.
Nachbarorte sind der etwa drei Kilometer entfernte Hauptort Malborn im Norden, Damflos im Süden und der Hermeskeiler Stadtteil Abtei im Südwesten.

## Geschichte
Das heutige Thiergarten entstand erst während der französischen Herrschaft Anfang des 19. Jahrhunderts, hatte mit Wüstenbrühl aber eine Vorgängersiedlung. Diese war ein Lehen, mit dem der Erzbischof Balduin von Trier 1329 den Edelknecht Johann von Neumagen ausstattete. Nach wechselhafter Geschichte wurde das zeitweise auch als Kloster genutzte ehemals kurfürstliche Hofgut, nun Thiergarten genannt, während der Franzosenzeit konfisziert und 1806 versteigert.
Das Linke Rheinufer war 1794 im ersten Koalitionskrieg von französischen Revolutionstruppen besetzt worden. Von 1798 bis 1814 war Thiergarten ein Teil der Französischen Republik (bis 1804) und anschließend des Napoleonischen Kaiserreichs, zugehörig dem Saardepartement, Arrondissement Birkenfeld, Kanton Hermeskeil. Auf dem Wiener Kongress (1815) kam die gesamte Region nach der Niederlage Napoleons an das Königreich Preußen.
Gehörte das Hofgut und der spätere Ort Thiergarten während der französischen Zeit zur Mairie Hermeskeil, wurde es nachfolgend durch einen willkürlichen Verwaltungsakt ohne Zustimmung der Gemeinde Malborn zugeordnet. Diese versuchte zwischen 1840 und 1862, diesen Vorgang rückgängig zu machen und Thiergarten in die Eigenständigkeit zu entlassen, blieb mit diesen Bemühungen aber erfolglos.
Mitte des 19. Jahrhunderts verschlechterte sich die wirtschaftliche Situation so stark, dass viele Familien auswanderten. 1846 gab es in Thiergarten noch 2 Wohnhäuser mit insgesamt 12 Einwohnern. Einen anderen Ausweg boten schließlich die neugeschaffenen Arbeitsplätze in den Eisenhütten und Kohlebergwerken der aufstrebenden Saarindustrie.
Nach dem Ersten Weltkrieg gehörte das gesamte Gebiet zum französischen Teil der Alliierten Rheinlandbesetzung. Nach dem Zweiten Weltkrieg wurde Thiergarten innerhalb der französischen Besatzungszone Teil des damals neu gebildeten Landes Rheinland-Pfalz.

## Politik

### Ortsbezirk
Thiergarten ist gemäß Hauptsatzung der einzige Ortsbezirk der Ortsgemeinde Malborn. Er wird politisch von einem Ortsbeirat und einem Ortsvorsteher vertreten.

### Ortsbeirat
Der Ortsbeirat von Thiergarten besteht aus sieben Mitgliedern, die bei der Kommunalwahl am 9. Juni 2024 in einer Mehrheitswahl gewählt wurden, und der ehrenamtlichen Ortsvorsteherin als Vorsitzender.
Die Sitzverteilung im Ortsbeirat:
| Wahl | CDU               | WGL (*)           | Gesamt  |
| ---- | ----------------- | ----------------- | ------- |
| 2024 | per Mehrheitswahl | per Mehrheitswahl | 7 Sitze |
| 2019 | 3                 | 4                 | 7 Sitze |
| 2014 | 2                 | 5                 | 7 Sitze |
| 2009 | 2                 | 5                 | 7 Sitze |
| 2004 | 1                 | 6                 | 7 Sitze |

### Ortsvorsteher
Julia Schmittberger-Michels wurde am 28. Oktober 2021 Ortsvorsteherin von Thiergarten. Da für die am 26. September 2021 angesetzte Direktwahl kein gültiger Wahlvorschlag eingereicht wurde, oblag die Neuwahl gemäß Gemeindeordnung dem Ortsbeirat. Dieser entschied sich auf seiner Sitzung am 18. Oktober 2021 für Schmittberger-Michels. Bei der Direktwahl am 9. Juni 2024 wurde sie als einzige Bewerberin mit einem Stimmenanteil von 70,33 % für weitere fünf Jahre wiedergewählt.
Der Vorgänger von Schmittberger-Michels, Klaus-Dieter Lauer, hatte das Amt 2009 übernommen. Zuletzt bei der Direktwahl am 26. Mai 2019 wurde er eigentlich für weitere fünf Jahre in seinem Amt bestätigt. Im Januar 2021 trat Lauer jedoch wegen eines beleidigenden anonymen Briefs zurück. Bis zur Amtseinführung der Nachfolgerin übte der Stellvertreter Ralf Rischner die Amtsgeschäfte aus. Lauers Vorgänger als Ortsvorsteher war bis 2009 Stefan Müller.

## Kultur und Sehenswürdigkeiten
Östlich von Thiergarten liegen der Hahnenborn-Bruch, ein Quellmoor, sowie eine Narzissenwiese, die als flächenhafte Naturdenkmäler ausgewiesen sind.

## Wirtschaft und Infrastruktur
Thiergarten wird von der Landesstraße 166 an das Straßennetz angeschlossen. Die L 166 führt in westliche Richtung zur Hunsrückhöhenstraße (B 327) Malborn – Hermeskeil, in südliche nach Damflos.